# Midmar-Stausee
Der Midmar-Stausee (englisch Midmar Dam) ist ein künstlich angelegter Stausee in Südafrika.

## Beschreibung
Das Bauwerk liegt nordwestlich von Pietermaritzburg am Midmar Nature Reserve südlich des Ortes Howick. Die Seeoberfläche beträgt bei Vollstau 15,643 km². Das Absperrbauwerk ist 1432 m lang und 23 m hoch.

## Nutzung
Die Anlage dient der Industrie und Landwirtschaft sowie zu Freizeitzwecken. Jährlich findet auf dem See eines der weltweit größten Freiwasserrennen statt, die Midmar Mile.